# Onze-Lieve-Vrouwe-Geboortekerk (Uitgeest)
De Onze-Lieve-Vrouwe-Geboortekerk is een rooms-katholieke kerk aan de Langebuurt 37 in Uitgeest.
De kerk werd gebouwd op de plaats van een kleinere waterstaatskerk uit 1834, die in 1882 werd afgebroken. Eerder stond hier al een schuilkerk.
Op 15 september 1882 werd de eerste paal voor de nieuwe kerk geslagen en op 24 april 1883 werd officieel de eerste steen gelegd. In 1884 werd de kerk geconsacreerd. De kerk is gewijd aan Maria Geboorte.
Architect Evert Margry ontwierp een driebeukige pseudobasilieke kruiskerk in neogotische stijl. Het schip heeft vijf traveeën. De toren staat boven de ingang. Zowel exterieur als interieur zijn grotendeels in oorspronkelijke staat bewaard gebleven. De Onze-Lieve-Vrouwe-Geboortekerk is sinds 2000 een rijksmonument.
De kerk wordt tot op heden gebruikt door de Parochie Onze-Lieve-Vrouwe-Geboorte Langebuurt.